# فاطمة كشرودي
فاطمة كشرودي رياضية بارالمبية تونسية تنافس بشكل رئيسي في الفئة F37   في رياضة رمي القرص.
فازت فاطمة بميدالية برونزية في منافسة F37 في دورة الألعاب البارالمبية الصيفية 2004 في أثينا. بعد أربع سنوات في بكين فقدت الميدالية في كل من الفئتين F37 / 38 في رمي القرص و دفع الاثقال.

## روابط خارجية
- فاطمة كشرودي على موقع Paralympic.org (الإنجليزية)
- فاطمة كشرودي على موقع IPC.InfostradaSports.com (مؤرشف) (الإنجليزية)